# اچ‌ام‌اس نلسون (۱۸۱۴)
اچ‌ام‌اس نلسون (۱۸۱۴) (به انگلیسی: HMS Nelson (1814)) یک کشتی بود که طول آن ۲۰۵ فوت (۶۲ متر) بود. این کشتی در سال ۱۸۱۴ ساخته شد.